# Max Zaslofsky
Max "Slats" Zaslofsky (Brooklyn, Nueva York, 7 de diciembre de 1925-New Hyde Park, Nueva York, 15 de octubre de 1985) fue un jugador de baloncesto estadounidense que disputó 10 temporadas en la NBA. Tras su retirada fue también entrenador durante dos temporadas en la ABA. Medía 1,88 m y jugaba de base. Era judío e hijo de inmigrantes rusos.

## Trayectoria deportiva

### Universidad
Zaslofsky creció en Brooklyn, y pasaba 6 horas al día siendo un crío jugando al baloncesto en los playgrounds de su ciudad, intentando perfeccionar su tiro a canasta a dos manos. Asistió al Thomas Jefferson High School, siendo incluido en el mejor quinteto del estado. Tras graduarse en 1943 pasó dos años en la Marina de los Estados Unidos durante la Segunda Guerra Mundial. Posteriormente regresó a Nueva York y se matriculó en la Universidad de St. John's. Únicamente permaneció un año, en el que promedió 7,8 puntos en los 18 partidos que disputó. Ayudó a los Red Storm a conseguir un balance de 17 victorias y 5 derrotas, consiguiendo una invitación para jugar el National Invitation Tournament. En la primera ronda se enfrentaron a West Virginia, perdiendo por 70-58, con 7 puntos anotados por Zaslofsky.

### Profesional
Tras su paso por St. John's, decidió dar el salto a profesionales, firmando un contrato con los Chicago Stags. Siendo prácticamente un desconocido, consiguió en su primer año ser incluido en el mejor quinteto de la liga, siendo el jugador más joven en lograrlo, con 21 años y 5 meses, de la historia de la liga, hasta que 60 años después fuera batida la marca por LeBron James, que lo logró con 21 años y 138 días. Fue elegido también en las tres siguientes temporadas, logrando liderar la liga en anotación en 1948 y en porcentaje de tiros libres en 1950.
Tras esa temporada, el equipo de los Stags desapareció, y en el draft de dispersión, el entrenador de Boston Celtics Red Auerbach quiso hacerse a toda costa con Max, pero fue finalmente New York Knicks quien se hizo con sus derechos, teniéndose que conformarse los Celtics con Bob Cousy. A pesar de que las cifras seguían siendo buenas, no llegó a alcanzar lo logrado en Chicago. A pesar de ello ayudó a los Knicks a llegar a las Finales de la NBA en 1951, donde cayeron ante Rochester Royals por 4-3.
Al año siguiente fue seleccionado para jugar el All-Star Game tras liderar a los Knicks en anotación (14,1 puntos por partido). Volvieron a llegar a las Finales, pero cayeron de nuevo, esta vez ante Minneapolis Lakers por idéntico marcador, 4-3.
Fue traspasado durante la temporada 1952-53 a Fort Wayne Pistons, donde continuó su mala recha con las Finales, ya que el equipo llegó en los dos años que allí permaneció a las mismas, cayendo en ambas ante los Lakers. Se retiró al finalizar la temporada 1955-56 como tercer máximo anotador de la historia de la liga hasta ese momento, tras George Mikan y Joe Fulks, con 7.900 puntos. En el total de su carrera promedió 14,8 puntos y 2,8 rebotes por partido.

### Entrenador
En 1967 se hizo cargo del banquillo de los New Jersey Americans, que al año siguiente se convertirían en los New York Nets. En sus dos temporadas ganó 53 partidos y perdió 103.

## Estadísticas de su carrera en la NBA
|  | Líder de la liga |

### Temporada regular
| Año      | Equipo     | PJ  | MPP  | TC%  | TL%   | RPP | APP | PPP  |
| -------- | ---------- | --- | ---- | ---- | ----- | --- | --- | ---- |
| 1946–47  | Chicago    | 61  | –    | .329 | .737  | –   | .7  | 14.4 |
| 1947–48  | Chicago    | 48  | –    | .323 | .784  | –   | .6  | 21.0 |
| 1948–49  | Chicago    | 58  | –    | .350 | .840  | –   | 2.6 | 20.6 |
| 1949–50  | Chicago    | 68  | –    | .351 | .843  | –   | 2.3 | 16.4 |
| 1950–51  | New York   | 66  | –    | .354 | .775  | 3.5 | 2.1 | 12.7 |
| 1951–52  | New York   | 66  | 32.0 | .336 | .755  | 2.9 | 2.4 | 14.1 |
| 1952–53  | New York   | 29  | 24.9 | .384 | .690  | 2.6 | 1.9 | 11.9 |
| 1953–54  | Baltimore  | 11  | 38.0 | .352 | .767  | 3.9 | 3.0 | 16.4 |
| 1953–54  | Milwaukee  | 9   | 33.2 | .341 | .712  | 3.1 | 2.6 | 15.1 |
| 1953–54  | Fort Wayne | 45  | 25.9 | .382 | .693  | 2.0 | 2.2 | 11.0 |
| 1954–55  | Fort Wayne | 70  | 26.6 | .328 | .702  | 2.7 | 2.9 | 11.2 |
| 1955–56  | Fort Wayne | 9   | 20.2 | .358 | .857  | 1.8 | 1.8 | 9.8  |
| Total    | Total      | 540 | 28.3 | .343 | .769  | 2.8 | 2.0 | 14.8 |
| All-Star | All-Star   | 1   | 25.0 | .429 | 1.000 | 4.0 | 2.0 | 11.0 |

### Playoffs
| Año   | Equipo     | PJ | MPP  | TC%  | TL%  | RPP | APP | PPP  |
| ----- | ---------- | -- | ---- | ---- | ---- | --- | --- | ---- |
| 1947  | Chicago    | 11 | –    | .302 | .659 | –   | .4  | 13.5 |
| 1948  | Chicago    | 5  | –    | .341 | .787 | –   | .0  | 19.4 |
| 1949  | Chicago    | 2  | –    | .306 | .778 | –   | 3.0 | 22.0 |
| 1950  | Chicago    | 2  | –    | .469 | .833 | –   | 3.0 | 22.5 |
| 1951  | New York   | 14 | –    | .406 | .740 | 4.1 | 2.7 | 17.9 |
| 1952  | New York   | 14 | 36.1 | .373 | .809 | 3.1 | 1.6 | 16.2 |
| 1954  | Fort Wayne | 4  | 24.5 | .306 | .867 | .8  | 1.5 | 8.8  |
| 1955  | Fort Wayne | 11 | 11.7 | .409 | .800 | 1.5 | 1.6 | 4.7  |
| Total | Total      | 63 | 25.3 | .360 | .772 | 2.8 | 1.6 | 14.3 |

## Fallecimiento
Zaslofski falleció el 15 de octubre de 1985 en su casa de New Hyde Park, Nueva York, a la edad de 59 años, a causa de una leucemia.